# ستار فاير
ستار فاير (بالإسبانية: Star Fire)‏ هي مصارعة محترفة مكسيكية، ولدت في 4 فبراير 1992 في مدينة مكسيكو في المكسيك.

## روابط خارجية
- ستار فاير على موقع CageMatch worker (الإنجليزية)